# Castillo de Castellar (Castellar del Vallés)
El castillo de Castellar, conocido también con el nombre de castillo de Clasquerí o de los Clasquerí, está situado en la orilla derecha del río Ripoll en una colina en las inmediaciones de Castellar del Vallés, en la comarca del Vallés Occidental (Barcelona).

## Historia
Parece ser que el primer documento que se conoce del castillo está fechado en el año 1010, aunque hay alguna referencia anterior (912), el castrum kastellare, denominación que parece estar relacionada con la denominación de la población de Castellar del Vallés. De todos modos, existe cierta controversia respecto a los primeros documentos del castillo ya que otras referencias documentales hablan de que este castillo data del año 939, donde en una escritura los cónyuges Ovasi y Osiana, donan al conde Sunyer el señorío de un alodio que se encuentra dentro del término del castillo y que el año 955, el conde Miró, hijo de Sunyer dio el mismo alodio al monasterio de Sant Cugat del Vallés.
Entre el año 1020 y 1030, el castillo formó parte de un lote de bienes de enlace matrimonial entre Adaleda, hija de Bonuç de Claramunt y Senegunda, y el noble Guillem de Montcada. En el año 1048, la condesa Ermesenda, dejó muchas de sus posesiones al monasterio de Sentmenat, entre ellas el castillo. A mediados del siglo XI, Odgers, abad del cenobio de Sant Llorenç del Munt, adquirió la iglesia y el castillo de Castellar, época en la que se acabó de construir, concretamente en el año 1063. En 1136, el conde Ramón Berenguer IV firmó un convenio con el senescal Guillem Ramón, donde le confiaba catorce castillos, entre los que se encontraba el de Castellar.
En 1202, el rey Pedro I, dio a Guillem de Montcada las catorce fortalezas que tenía en feudo de la corona, lo que supuso que el castillo fuese pasando por diferentes manos de la nobleza catalana hasta que en 1310, Gastón de Moncada dona este castillo a Pedro de Clasquerí, empezando la saga de dueños del castillo que le da nombre. La familia Clasquerí administró el castillo hasta 1788, cuando murió Antonio de Meca sin descendencia y su patrimonio pasó a sus sobrinos, introduciendo de nuevo el apellido Sentmenat, y posteriormente a consecuencia del entroncamiento de la línea de descendencia masculina, el de Fontcuberta, que en son los actuales propietarios del mismo y que aún gozan de ciertos privilegios feudales en la villa.

## Descripción
El castillo tiene planta trapezoidal, dos torres y un patio central, con un pozo y las escaleras para acceder al primer piso. Dos alas añadidas y una torre en el ángulo lo cierran. El edificio tiene planta baja y dos pisos. El aspecto actual del castillo es el resultado de las reformas hechas por Guerau de Clasquerí el 1335. Otras reformas datan de finales del siglo XIX e inicios del XX. Quedan pocos restos de su origen altomedieval, entre las que se encuentran el arco de entrada de medio punto.
Dentro del conjunto se encuentra la capilla de Santa Bárbara, de una sola nave y estilo gótico, con ábside de planta de medio decágono y elevado en el exterior con almenas pequeñas y escalonadas. Tiene pinturas del barcelonés Pere Serafí que datan de 1548.

## Actualidad
En la actualidad, a pesar de estar en manos privadas, en el castillo se organizan algunos eventos como congresos y conciertos, y series de televisión como Ermessenda.